# Мусталиты
Мусталиты (араб. مستعلي‎), бохра, протоисмаилиты — исмаилитская секта, сформировавшаяся в 1094—1095 годах в результате назначения фатимидским халифом аль-Мустансиром своим преемником не старшего сына Абу Мансура Низара, а младшего Ахмада аль-Мустали. Сторонники Абу Мансура Низара объявили его истинным халифом, образовав секту низаритов. Сторонники аль-Мустали сформировали секту мусталитов.
Мусталиты стали умеренной ветвью исмаилизма, создав свои поселения в Египте. В XI веке большинство мусталитов эмигрировали в Индию. После падения Фатимидского халифата духовный центр мусталитов переместился в Йемен, а в начале XVII века — в Индию.

## История
В 1094 году умер халиф аль-Мустансира и в среде исмаилитов произошел очередной раскол. По завещанию аль-Мустансира следующим халифом должен был стать его старший сын Низар, однако визирь аль-Афдаль Шаханшах передал престол его младшему сыну аль-Мустали. Аль-Мустали не имел никакой реальной власти и находился в полной зависимости от своего визиря. В следующем году Низар бежал в Александрию, где попытался поднять восстание, но потерпел поражение и был убит в темнице.
Сторонники Низара отказались признавать аль-Мустали и его потомков и образовали свою крайне радикальную секту с центром в Иране. Их назвали низаритами, или восточными исмаилитами, а сторонников аль-Мутали стали именовать мусталитами. Мусталиты преобладали в Египте и Северной Африке, представляя собой умеренное течение в исмаилизме, а низариты стали преобладать на востоке мусульманского мира, который не был под контролем Фатимидов. В последние годы существования Фатимидского халифата мустализм был государственной религией Египта.
После гибели халифа аль-Амира в 1130 году среди мусталитов произошёл новый раскол. Многие мусталиты считали законным наследником халифа его девятимесячного сына Таййиба, однако на троне утвердился его двоюродный брат Абдул-Маджид аль-Хафиз. Таййиб по одной версии скрывался в дальнем Магрибе, а по другой — ещё ребёнком был убит по приказу аль-Хафиза. Сторонники Таййиба (Таййибиты) вскоре появились не только в Египте, но и в Сирии и Йемене. В 1131 году они свергнули аль-Хафиза, и почти год страной правил Кутайфа, который был сыном Шаханшаха. Государственной религией в это время был объявлен таййибизм. В том же году аль-Хафиз вернул себе трон и казнил Кутайфу. Многие таййибиты покинули страну.
В 1171 году, после смерти халифа аль-Адида, престол захватил его визирь Салах ад-Дин (Саладин). Он положил конец династии Фатимидов, отменил исмаилизм и возвратил страну к правоверному суннизму. Сместив последнего фатимидского халифа, он подчинил Египет к Аббасидскому халифу.
После падения Фатимидов главным местом пребывания мусталитов более чем на 500 лет стал Йемен. Существовавшая там община мусталитов-таййибитов рассылала эмиссаров (даи) во все исламские страны. В начале XVII века религиозный центр мусталитов переместился в Гуджарат (Индия). Длительные периоды своей истории гуджаратские исмаилиты-мусталиты не испытывали притеснений со стороны иноверцев, но в XIV веке их положение значительно осложнилось. Причиной тому стало мусульманского завоевания Гуджарата, и образование независимого Гуджаратского султаната в начале XV века.
Тайибиты после аль-Амира не имеют явленного имама, ими руководят главные проповедники (араб. «да‘и мутлак»). В конце XVI века они разделились на даудитов и сулейманитов. В настоящее время глава общины даудитов живет в Мумбаи, их численность составляет примерно 700 тыс. человек. Сулейманиты в основном живут в Йемене, но резиденция их духовного лидера находится в приграничной с Йеменом саудовской провинции Наджран. Общая численность сулейманитов составляет около 100 тыс. человек.